# Le Manège du ménage
Pour plus de détails, voir Fiche technique et Distribution.
Le Manège du ménage (The Marriage-Go-Round) est un film américain réalisé par Walter Lang, adaptation de la pièce de théâtre éponyme de Leslie Stevens, jouée plus de 700 fois à Broadway. 
Julie Newmar reprend, dans ce film, son rôle de Katrin Sveg de la pièce de théâtre.
Sorti au cours de l'année 1961, les 6 janvier, 10 mars, 7 avril et 4 août, respectivement aux États-Unis, en Allemagne, en Finlande et au Danemark, il reste inédit dans les salles francophones.
Le film suit Paul, professeur d’anthropologie et son épouse Content qui forment un couple uni et vivent heureux dans une ville californienne. Cependant, l’harmonie familiale va être perturbée par Katrin ; cette jeune et belle gymnaste suédoise, désireuse de concevoir un enfant, a en effet jeté son dévolu sur Paul afin qu'il soit le géniteur.

## Synopsis
Dans un collège de Floride, le professeur Paul Delville et sa femme Content, qui est la doyenne des femmes de l'école, attendent des visiteurs en provenance de Suède. Les personnes qu'ils attendent sont un ancien collègue, le professeur Sveg et sa fille Katrin.
Katrin arrive seule et les Delville sont stupéfaits de voir à quel point elle a changé, passant d'une adolescente dégingandée à une blonde statuaire. Leur étonnement n'est que le début car Katrin annonce sans ambages qu'elle veut que Paul engendre un bébé avec elle, lui assurant ainsi une progéniture à la fois intelligente et belle. Totalement déstabilisé par cette demande, l'interessé lui object refus catégorique. Katrin entreprend alors de lui faire changer d'avis en lui offrant une statue d'elle-même nue, de prendre des bains de soleil chez lui en ne portant qu'une petite serviette et init par se présenter à un entraînement de l'équipe de natation dans un maillot de bain provocant.
Les avances de Katrin deviennent de plus en plus tentantes, ce qui pousse Content à demander conseil à un ami du campus, le Dr Ross Barnett, un professeur marié. Ross la met au défi de le prendre au mot, ce qui est sa façon d'essayer de séduire Content pour elle-même. Elle rentre chez elle et trouve son mari et Katrin en train de s'embrasser passionnément mais lorsqu'il lui jure fidélité et que rien ne s'est passé, Content le croit. Katrin abandonne finalement et décide d'essayer quelqu'un d'autre.

## Fiche technique
- Titre original : The Marriage-Go-Round
- Réalisation : Walter Lang
- Scénario : Leslie Stevens
- Musique : Dominic Frontiere
- Directeur de la photographie : Leo Tover
- Montage : Jack W. Holmes
- Directeur artistique : Duncan Cramer
- Costumes : Charles Le Maire
- Producteur : Leslie Stevens
- Sociétés de production : Daystar Productions • Twentieth Century Fox Film Corporation
- Sociétés de distribution : Twentieth Century Fox Film Corporation • American Broadcasting Company
- Pays de production :  États-Unis
- Genre : Comédie
- Format : Couleur • 2,35:1 • Mono (Westrex Recording System) • 35 mm
- Durée: 98 minutes
- Dates de sortie : 
  - États-Unis : 6 janvier 1961

## Distribution
- Susan Hayward : Content Delville
- James Mason : Paul Delville
- Julie Newmar : Katrin Sveg
- Robert Paige : Docteur Ross Barnett
- June Clayworth : Flo Granger
- Joe Kirkwood : Henry Granger
- Mary Patton : Mamie Barnett
- Everett Glass : Le professeur âgé (non crédité)